# Garrett (nome)
Garrett  è un nome proprio di persona inglese maschile.

## Varianti
- Maschili: Garret[2], Garett[2], Garritt[2]
  - Ipocoristici: Garry[2], Gary[2][4]

## Origine e diffusione
Riprende il cognome inglese Garrett, a sua volta derivante dal nome Gerard (tramite la sua forma medio inglese Garrett) o dal nome Gerald; in rari casi può riallacciarsi direttamente al nome medievale.

## Onomastico
Il nome è adespota, ovvero non è portato da alcun santo. L'onomastico si può festeggiare il 1º novembre, giorno di Ognissanti.

## Persone

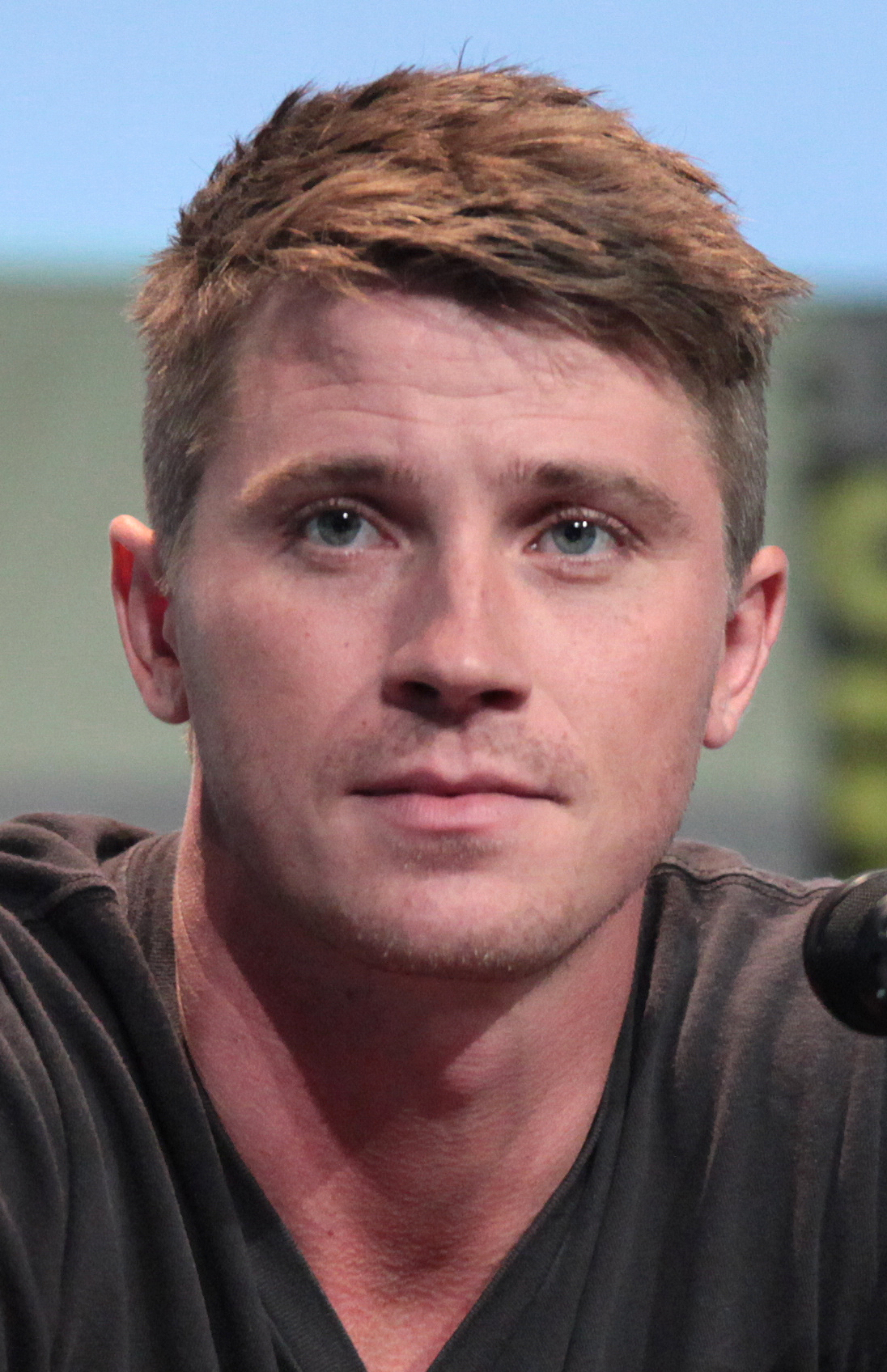
Garrett Hedlund

- Garrett Birkhoff, matematico statunitense
- Garrett Brown, direttore della fotografia statunitense
- Garrett Clayton, attore cantante e ballerino statunitense
- Garrett Gilkey, giocatore di football americano statunitense
- Garrett Hardin, ecologo statunitense
- Garrett Hedlund, attore statunitense
- Garrett Hines, bobbista statunitense
- Garrett Morris, attore statunitense
- Garrett Reisman, ingegnere e astronauta statunitense
- Garrett Wang, attore statunitense

### Variante Garret

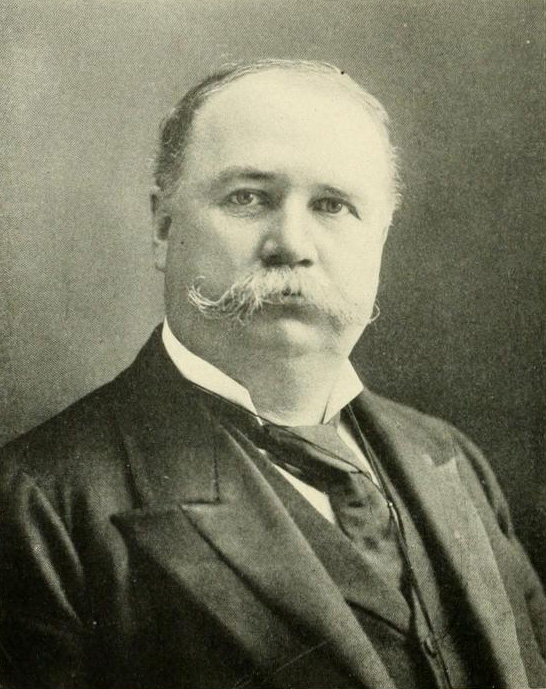
Garret Hobart

- Garret Dillahunt, attore statunitense
- Garret FitzGerald, politico irlandese
- Garret Graves, politico statunitense
- Garret Hobart, politico statunitense
- Garret Siler, cestista statunitense
- Garret Wesley, politico e compositore irlandese

## Il nome nelle arti
- Garrett è un personaggio dei romanzi della serie Twilight, scritta da Stephenie Meyer.
- Garret Jacob Hobbs è un personaggio della serie televisiva Hannibal.